# Eomileewa eridani
Eomileewa eridani är en insektsart som beskrevs av Gebicki och Jacek Szwedo 2001. Eomileewa eridani ingår i släktet Eomileewa och familjen dvärgstritar. Inga underarter finns listade i Catalogue of Life.